# Фрипорт (Мичиген)
Фрипорт (енгл. Freeport) град је у америчкој савезној држави Мичиген.

## Демографија
По попису из 2010. године број становника је 483, што је 39 (8,8%) становника више него 2000. године.
| Група             | 2000.       | 2010.       |
| Белци             | 411 (92,6%) | 460 (95,2%) |
| Афроамериканци    | 9 (2,0%)    | 5 (1,0%)    |
| Азијати           | 2 (0,5%)    | 1 (0,2%)    |
| Хиспаноамериканци | 2 (0,5%)    | 16 (3,3%)   |
| Укупно            | 444         | 483         |